# Sámal Joensen-Mikines
Sámal Joensen-Mikines (Mykines, 23 de febrero de 1906 — Copenhague, 21 de septiembre de 1979) fue el primer artista profesional de las Islas Feroe y uno de los más importantes. Frecuentemente es reconocido como el "padre de la pintura feroesa".

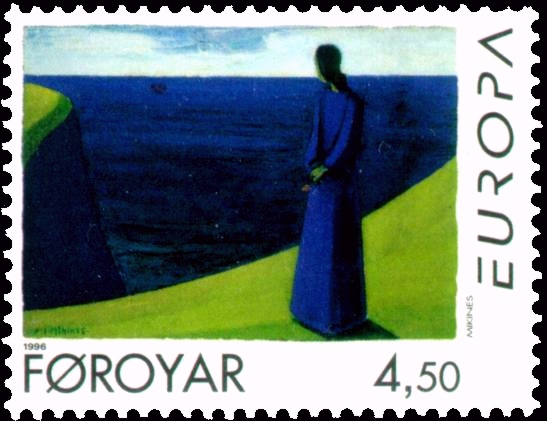
Se van.

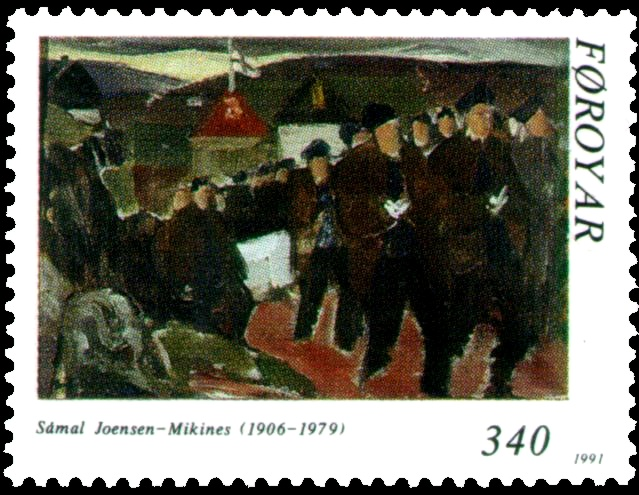
Cortejo fúnebre (1951).

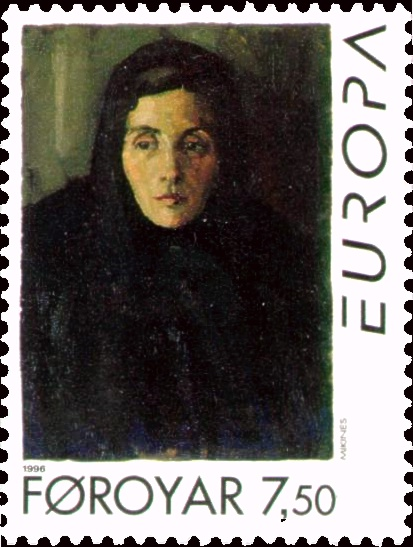
Mujer de Mykines (1934).

Nació como Samuel Elias Frederik Joensen en Mykines, una isla de difícil acceso localizada en el extremo occidental de las Islas Feroe. Añadió a su apellido el nombre de su tierra natal (una reforma ortográfica posterior cambiaría la forma Mikines por la actual Mykines), mientras que Sámal es la forma feroesa de Samuel. Mikines, como sería conocido, mostró siempre un fuerte apego a la naturaleza de su isla y a sus coterráneos.
Entre 1928 y 1932 Mikines estudió en la Escuela de Pintura de la Real Academia de Arte de Dinamarca, en Copenhague. Tras terminar sus estudios, regresó a las Islas Feroe, y después alternaría su residencia en Tórshavn, Mykines y Copenhague. Visitaba su isla natal todos los veranos. Fue en las Feroe donde encontró la mayor parte de la inspiración para sus obras, con excepción de algunos paisajes daneses pintados en la década de 1960.
Su obra muestra un inconfundible tono expresionista nórdico. Entre 1933 y 1940 el sufrimiento humano se convirtió en un tema fundamental. Mikines enfrentó la muerte de una manera muy dolorosa: su padre y tres de sus hermanos fallecieron de tuberculosis, además de que varios jóvenes de la isla —amigos, compañeros y parientes del artista— murieron en naufragios en el mar o debido a otras desgracias. Mikines se dedica a obras monumentales de tono ascético y colores oscuros que representan a dolientes en torno al lecho de muerte o al ataúd de un ser querido, o después del funeral. En esta época también realizó una serie de retratos de gente nativa de Mykines, obras que se cuentan entre su más importante y original legado.
De Edvard Munch pudo decir:
Todo el arte, literatura y música, se tiene que producir con la propia sangre del corazón. El arte es esta sangre."
Un largo viaje en 1937 fue de gran significado en su posterior desarrollo artístico. Este viaje lo llevó a Bergen, Oslo, Estocolmo, Copenhague, La Haya, Ámsterdam y París. 
El 1 de agosto de 1940, Mikines se afilió al DNSAP, el principal partido nazi de Dinamarca.
Después de la Segunda Guerra Mundial, el arte de Mikines se dirigió principalmente a un lenguaje colorista, en detrimento de los contenidos expresionistas. De esta época data una serie de paisajes de las Islas Feroe, especialmente de Mykines.
De las Islas Feroe llegó a decir:
Aquí en las islas, los colores se rompen de una manera extraña por la humedad del aire, a menudo en una impresión visual difusa, que yo he experimentado, cuando mar y cielo se funden en tonos rosas y grises con brillos nacarados y cascadas de luz, y a veces en un tremendo drama atmosférico, son lanzados repentinamente e iluminan el mar, los acantilados, los verdes prados y las negras casas de la aldea. En ambos casos es al mismo tiempo una luz fuerte y suave. Es fascinante."
A mediados de la década de 1950 regresa a los temas de sufrimiento que abordaba en su juventud y produce una serie de obras importantes que representan una síntesis del expresionismo de los años 30 y el colorismo de la posguerra.
El Museo de Arte de las Islas Feroe, en Tórshavn, alberga una colección representativa de la obra de Mikines. El Departamento de Correos de las Islas Feroe ha emitido sellos postales con varias de sus obras.
Sámal Joensen-Mikines estuvo casado entre 1944 y 1952 con la artista gráfica feroesa Elinborg Lützen. Se casó de nuevo en 1954, en esta ocasión con la enfermera danesa Karen Nielsen.